# Trojštít
Trojštít (672 m) – szczyt wznoszący się po zachodniej stronie zabudowań wsi Štítnik na Słowacji. W słowackiej regionalizacji zaliczany jest do Pogórza Rewuckiego (Revúcka vrchovina).
Trojštít jest całkowicie porośnięty lasem. W kierunku północnym sąsiaduje z niższym szczytem Ortáš (503 m), w południowym ze szczytem Klen (600 m).
Zboczami szczytu Trojštít prowadzi szlak turystyczny ze Štítnika do miejscowości Ochtiná. Przy leśniczówce Hrádok krzyżuje się ze szlakiem zielonym.

## Szlak turystyczny
Štítnik – Trojštít – Hrádok, leśniczówka – Ochtyńska Jaskinia Aragonitowa – Ochtiná. Odległość 14,5 km, suma podejść 645 m, zejść 600 m, czas przejścia 4.10 h.